# Seniški Breg
Seniški Breg este o localitate din comuna Kanal ob Soči, Slovenia, cu o populație de 137 de locuitori.